# Ferrovia Ferrara-Copparo
La ferrovia Ferrara-Copparo è stata una linea ferroviaria italiana in concessione che collegava la città di Ferrara all'abitato di Copparo. La lunghezza totale del suo tracciato era di 19,048 km.

## Storia

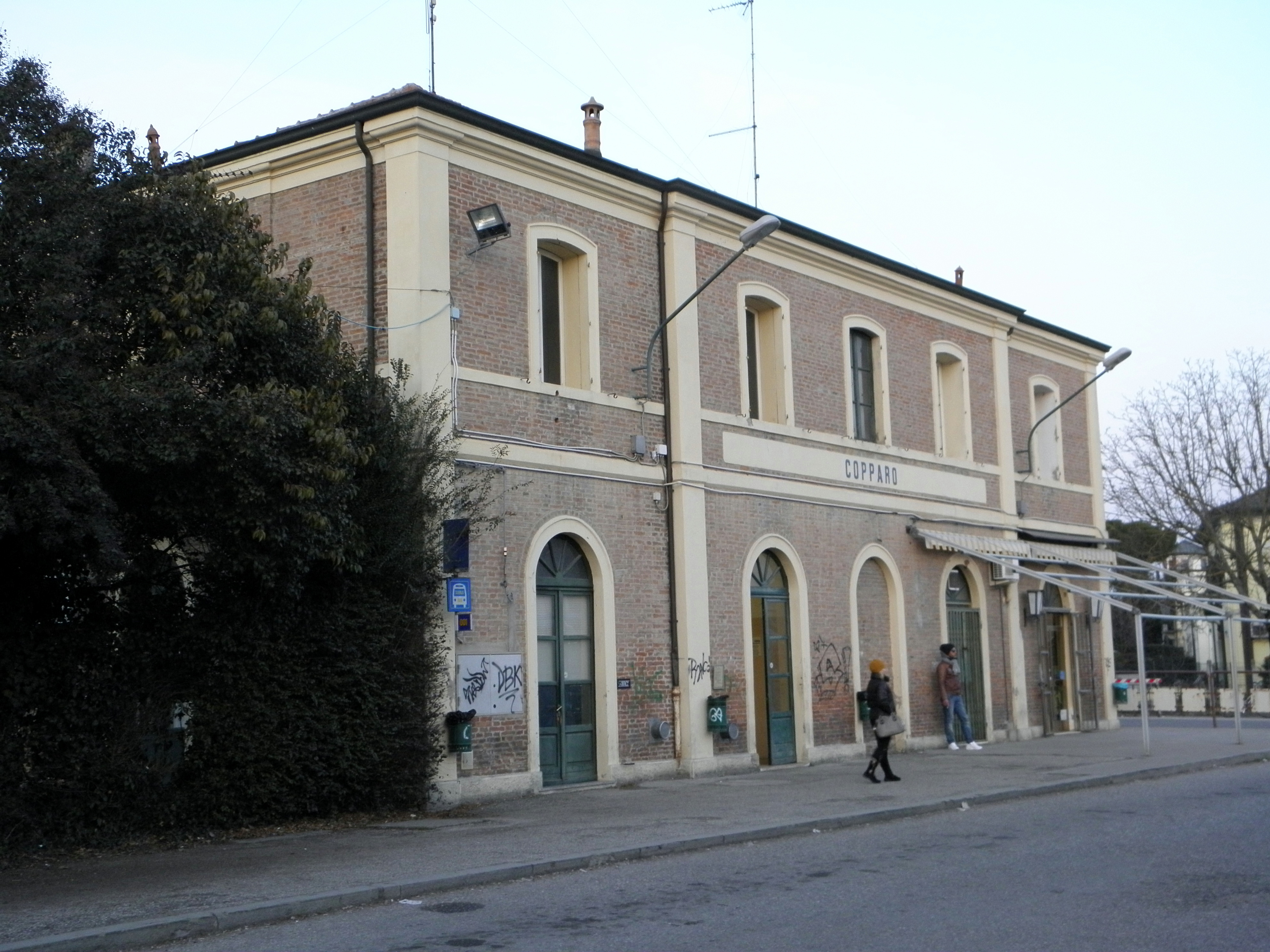
Il fabbricato viaggiatori della stazione ferroviaria di Copparo, ora riutilizzata come autostazione

Già nel 1885 fu presentato dall'ingegnere Barbantini un progetto ferroviario che collegasse Ferrara alla cittadina di Copparo. Solo agli inizi del XX secolo, la Società Veneta ne riprese l'idea e avviò i lavori per la costruzione della linea che fu inaugurata il 21 novembre 1903. La società ferroviaria considerava l'infrastruttura come primo tronco di una ferrovia Ferrara-Adria che, unita alla Adria-Mestre e alla Ferrara-Modena, avrebbe permesso di unire Venezia alla Milano-Bologna tramite un percorso alternativo alla Padova-Bologna.
Per l'esercizio della linea furono utilizzate locomotive a vapore fino al 1937, quando furono introdotte le automotrici serie ADn 500 a trazione termica.
La linea subì danni notevoli a causa del conflitto bellico con la distruzione di molte infrastrutture e l'asportazione del materiale rotabile. Al termine della Seconda guerra mondiale, si finanziò la ricostruzione per la sua riconosciuta valenza strategica e la linea fu riaperta all'esercizio il 15 giugno 1946.
Gli anni cinquanta segnarono il declino della linea ferroviaria, a seguito dell'avvento della motorizzazione di massa alla quale si accompagnò il peggioramento del servizio ferroviario per la scarsa manutenzione da parte del concessionario.
L'esercizio della linea fu sospeso nella primavera del 1956, mentre il decreto per la soppressione fu emanato il 20 luglio dello stesso anno, assieme a quello della ferrovia Ferrara-Modena. La struttura fu disarmata nei mesi successivi.

## Caratteristiche

### Percorso
| Unknown route-map component "exKBHFa" |

| Unknown route-map component "exBHF" |

| Unknown route-map component "exHST" |

| Unknown route-map component "exHST" |

| Unknown route-map component "exBHF" |

| Unknown route-map component "exHST" |

| Unknown route-map component "CONTgq" | Unknown route-map component "xABZg+r" |  |

| Station on track |

| Unknown route-map component "CONTgq" | Unknown route-map component "ABZgr" |  |

| Unknown route-map component "CONTgq" | Unknown route-map component "ABZglr" | Unknown route-map component "CONTfq" |

| Continuation forward |

Partendo dalla stazione di Ferrara, la linea ferroviaria curvava decisamente verso est, proseguendo quindi in linea retta fino all'abitato della frazione ferrarese di Baura, quindi si dirigeva a nord-est verso la frazione copparese Saletta e Cà Matte, dove era ubicata la stazione di Tamara-Saletta. Sempre in linea retta, il percorso giungeva a Copparo, dove si trovava la stazione terminale della ferrovia.